# Palazzo Sarcinelli (Conegliano)
Palazzo Sarcinelli è un edificio rinascimentale di Conegliano, ubicato nel centro storico, in Contrada Granda (via XX Settembre). È sede della galleria d'arte cittadina e di molti eventi culturali.

## Storia
Palazzo Sarcinelli fu costruito nel 1518 da un ramo della famiglia Sarcinelli, quello di Ceneda (l'altro era quello di Serravalle), facente capo a Antonio Sarcinelli. Su modello della coeva dimora rinascimentale di Serravalle, anche quella coneglianese dei Sarcinelli di Ceneda era tra le più sfarzose dell'intero centro storico.
Nei secoli di maggior splendore la nobile famiglia ospitò nella sua sede coneglianese personaggi di rilievo come Bona Sforza (1556), Massimiliano III d'Austria ed Enrico III di Francia (1574).
Nel XX secolo diventa proprietà comunale e, a partire dal 1988, il palazzo, già sede della biblioteca comunale (trasferita negli anni 2000), è diventato la sede della Galleria d'arte moderna e contemporanea, fondata sotto la guida di Marco Goldin, che la diresse fino al 2002. L'istituzione ha ospitato mostre dedicate ad artisti quali Davide Orler, Alberto Giaquinto, Piero Guccione, Gianfranco Ferroni, Nino Springolo, Paolo Vallorz, Franco Sarnari, Ennio Morlotti, Graham Vivian Sutherland, Mario Schifano, Luca Crocicchi, Vasco Bendini, Guido Strazza, Fabrizio Clerici, Armando Pizzinato, Claudio Olivieri ed Ernesto Mattiuzzi.
Il palazzo è stato restaurato negli anni 2008-2009.

## Descrizione

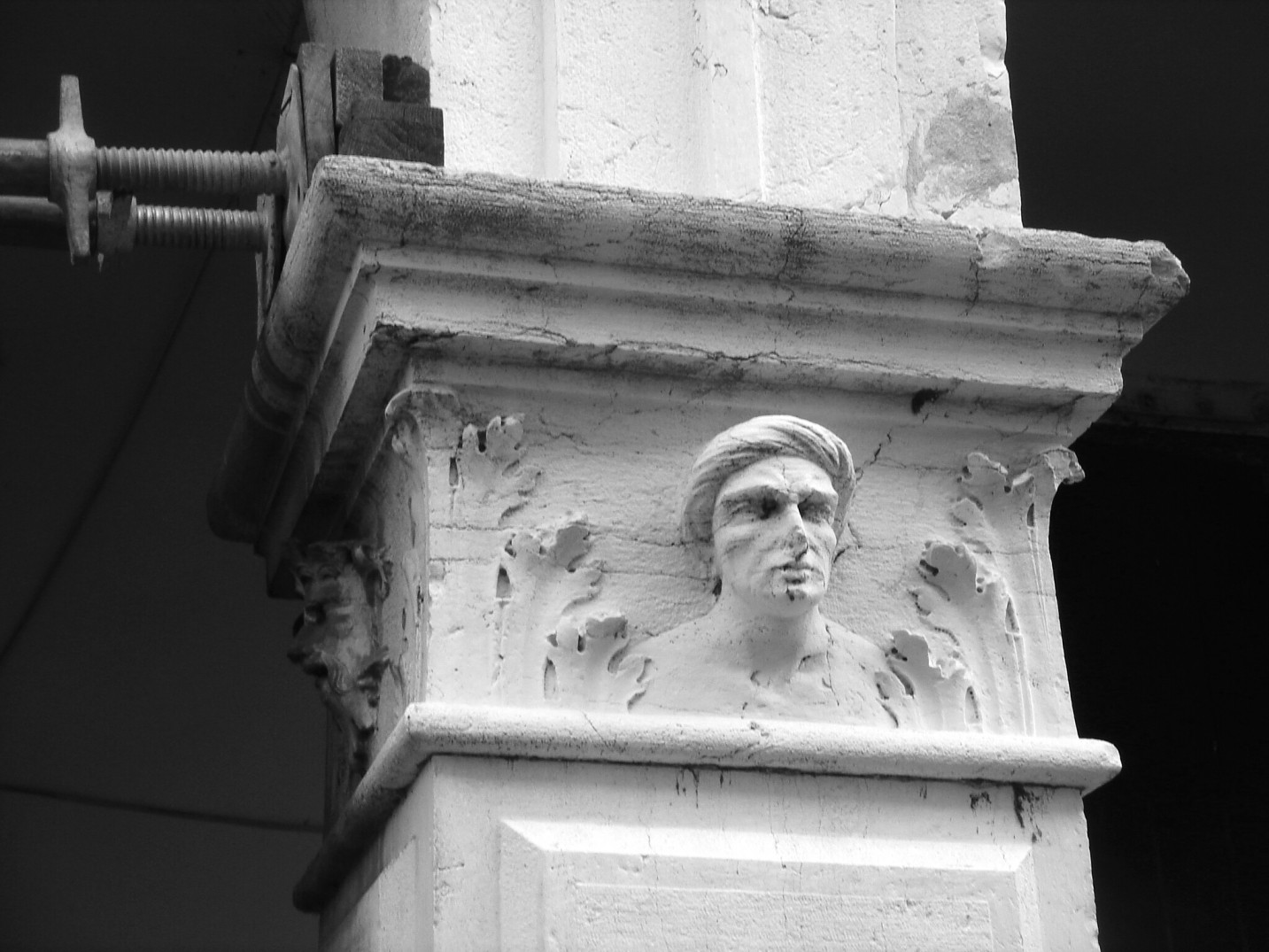
Particolare dei pilastri con teste scolpite

Di tradizionale impianto cinquecentesco, Palazzo Sarcinelli ha un'imponente facciata su tre livelli.
Al piano terra un portico è aperto da cinque arcate a tutto sesto, i cui pilastri presentano degli elementi scultorei, con una testa per lato tra elementi floreali. Sotto vanno segnalati il portale rettangolare affiancato da due colonne corinzie e la presenza di un mezzanino.
Al piano nobile, al di sopra di un marcapiano, tra due coppie di monofore a tutto sesto in cornice lapidea, è presente un'elegante quadrifora relativa al salone centrale: questa è sostenuta da tre colonnine ioniche in marmo rosa e anch'essa inserita in cornice lapidea. Tutte le aperture del primo piano sono dotate di balaustra.
Il secondo piano è costituito da un sottotetto con aperture quadrate rispettanti la simmetria della facciata; in alto un cornicione dentellato percorre tutta la lunghezza della facciata.
Internamente alcuni saloni sono abbelliti da stucchi e bassorilievi, in accordo col prestigio degli storici proprietari.

## Mostre
Dal 26 febbraio al 20 giugno 2010 ha ospitato l'importante mostra Cima da Conegliano: poeta del paesaggio, curata da Giovanni Carlo Federico Villa, e dall'11 novembre 2011 al 15 aprile 2012 Bernardo Bellotto: il Canaletto delle corti europee, curata da Dario Succi.
Più recentemente è stato sede di un ciclo di mostre curate da Giandomenico Romanelli: dal 1º marzo al 29 giugno 2014 Un Cinquecento inquieto: da Cima da Conegliano al rogo di Riccardo Perucolo, co-curata da Giorgio Fossaluzza, dal 7 marzo al 28 giugno 2015 Carpaccio: Vittore e Benedetto da Venezia all'Istria, dal 20 febbraio al 17 luglio 2016 I Vivarini: lo splendore della pittura tra Gotico e Rinascimento, dal 25 febbraio al 18 giugno 2017 Bellini e i belliniani: dall'Accademia dei Concordi di Rovigo, dal 2 febbraio al 24 giugno 2018 Teodoro Wolf Ferrari: la modernità del paesaggio, co-curata da Franca Lugato.
Dal 10 ottobre 2019 al 2 febbraio 2020 ha ospitato la mostra Dagli Impressionisti a Picasso, curata da Simona Bartolena, con opere provenienti dalla Johannesburg Art Gallery nell'omonima città sudafricana.

Dal 6 ottobre 2021 al 13 marzo 2022 ha ospitato la mostra Steve McCurry. Icons, curata da Biba Giacchetti, relativa alle opere del fotoreporter Steve McCurry.
Dal 7 ottobre 2022 al 5 marzo 2023 ha ospitato la retrospettiva del fotografo americano Ron Galella Paparazzo Superstar, curata da Alberto Damian.